# Michel Guilbert
Michel Guilbert (Doornik, 30 november 1953) is een voormalig Belgisch politicus voor Ecolo.

## Politieke loopbaan
Als licentiaat in de toegepaste wetenschappen aan het Institut des Hautes Études des Communications Sociales richtte Guilbert het jeugdhuis van Péruwelz op en werd hij actief als onafhankelijk journalist voor verschillende bedrijfskranten. Ook was hij actief als leraar in communicatie, komiek en radio-animator. Guilbert was daarnaast presentator op de regionale televisiezender No Télé in Doornik en op Radio Pays Vert in Aat, vooraleer hij aan de slag ging als radio- en televisiepresentator bij de Franstalige openbare omroep RTBF. Van 1989 tot 1997 presenteerde hij er de populaire televisiequiz Génies en Herbe.
In de jaren '90 werd Michel Guilbert militant van de partij Ecolo. Bij de verkiezingen van juni 1999 stelde hij zich voor deze partij kandidaat voor het Waals Parlement, in het arrondissement Doornik-Aat-Moeskroen. Hij werd verkozen en kwam zo eveneens in het Parlement van de Franse Gemeenschap. Hij stond kritisch tegenover de deelname van zijn partij aan de paars-groene regeringen, publiceerde nota's en vuurde het interne debat aan over hoe Ecolo zich in deze regeringen moest opstellen. Van 2002 tot 2004 zetelde hij eveneens als gemeenschapssenator in de Senaat, ter opvolging van Marc Hordies, die secretaris-generaal werd van Ecolo. Bij de verkiezingen van 2004 werd Guilbert niet meer herkozen als parlementslid.
Na zijn politieke loopbaan werd Guilbert docent aan de afdeling communicatie van de Haute École Louvain en Hainaut in Doornik. Trouw aan zijn politieke overtuigingen lag hij eveneens aan de basis van verschillende lokale initiatieven en organiseerde hij evenementen in verband met het behoud van de natuur en het patrimonium van het Natuurpark Scheldevlakten en zijn Natura 2000-zones. Ook zat hij CIAO voor, de Internationale Coördinatie voor de Westelijke Alpen, die het verzet aanvoerde tegen de inplanting van een Europees centrum voor boardsporten in Maubray.